# Gedényi Mihály
Gedényi Mihály, Gremsperger (Budapest, 1908. június 16. – Budapest, 1988. július 5.) író, irodalomtörténész. Írói álnevei: Gáborján Mihály, Gábor Mihály, Guy de Pygrinier, Cseri-Vas Pál, Negyedi Balázs.

## Élete
Apja napszámos, alkalmi munkás, majd fűtő és hivatalszolga a Magyar Földhitelintézetnél. Gedényi Mihály a Toldy Ferenc Reálgimnáziumban érettségizett, egy asztalos mellett kellett kezdett dolgozni, majd öt hónapra rá egy volt tanára tanítványokat szerzett neki, és rábeszélte apját, hogy taníttassák tovább a jóeszű fiút. Érettségi után a műegyetemre iratkozott be, de anyagiak híján – a műegyetemi elfoglaltságok miatt nem maradt ideje tanítványokat vállalni – ezt félbehagyta, és helyette a Pázmány Péter Tudományegyetemre járt, ahol 1934-ben magyar– francia szakos tanári, ezután néprajzos és államtudományi oklevelet és doktorátust szerzett.

### Egyetemi évei
Egyetemi évei alatt a Magyar Nemzeti Diákszövetség külügyi osztályvezetője, a Nemzetközi Diákszövetség (CIE) végrehajtó-bizottsági tagja, 1933–34-ben a CIE sportosztályának elnöke volt. 1934-től 1938-ig az Országos Testnevelési Tanácsban dolgozott az iskolai és az olimpiai ügyek előadójaként. Számos világverseny szervezőjeként, az 1936-os berlini olimpián szereplő magyar csapat vezetőségi tagjaként és sajtóreferenseként tevékenykedett. A II. világháború után a kultuszminisztérium testedzési osztályára került, tagja lett a megalakuló Magyar Olimpiai Bizottságnak, és 1947-ben a bizottság igazgatójává választották. Ebbéli tisztségében 1948-ban mind a téli, mind a nyári olimpiai játékokra utazó magyar csapat egyik ügyintézője volt. Munkájáért a londoni olimpia után a köztársasági érdemérem ezüst fokozatával tüntették ki. Az olimpiai mozgalomban kifejtett munkájának emlékét lakóháza falán 1993. június 21. óta emléktábla őrzi.

### Irodalmi munkássága
Gedényi Mihály irodalmi munkásságát tizennégy regény (Hatvan forint, Üstökös a Bakonyban, Pesti ének stb.), mintegy negyven novella, több tucat színdarab, rádiójáték, filmszkeccs, számtalan irodalmi és színikritika fémjelzi. Gedényi az 1945 előtti irodalomnak viszonylag jól ismert és sikeres alakja volt, aki nemcsak íróként alkotott, nevét folyóirat-szerkesztőként is megemlíthetjük, hiszen 1943–44-ben Ambrózy Ágostonnal és Eszterhás Istvánnal közösen szerkesztették a tizennyolc számot megélt Magyar Múzsá-t. Az irodalomtudomány területén bibliográfusként is letette névjegyét: 1978-ban megjelent Krúdy-bibliográfiái máig sokak által forgatott alapművek

Írói munkásságának legteljesebb bemutatását és méltatását Libisch Győző tollából olvashatjuk, lásd a Források-ban
Mindezek ellenére Gedényi Mihály csak az 1989-es rendszerváltás után kerülhetett be az irodalmi lexikonokba. Hogy nevét és munkásságát szakmai körökben hosszú időre „elfelejtették”, azt politikai meghurcoltatása magyarázza. Annak ellenére, hogy 1945-ben a Közoktatásügyi Minisztérium I. sz. igazoló bizottsága Gedényit igazoltnak jelentette ki, szépirodalmi művei nem jelenhettek meg. Hiába írta novelláit, színdarabjait, filmvázlatait, rádiójátékait és még sok mindent, mindenhol merev falakba ütközött. Tovább rontott helyzetén, hogy 1956. október 31-én a Magyar Újságírók Nemzeti Bizottságának tagjává választották, és hogy az 1956. november 10-én a Vöröskereszt vezetőjévé kinevezett Killner György felkérésére 1957. március 31-éig a Vöröskereszt külügyi osztályán dolgozott, többek között a Bécsbe érkezett külföldi segélyek hazaszállításának megszervezésében. Munkájáért a Magyar Vöröskereszt irányításáért felelős közellátási kormánybiztos, Nyers Rezső köszönetet mondott ugyan, ez azonban nem akadályozta meg azt, hogy 1957-ben és 1958-ban kétszer (más források szerint háromszor) is internálják. Összesen 367 napot töltött Kistarcsán, a Gyűjtőfogházban és Tökölön. Ugyancsak 1956-os vöröskeresztes tevékenységével – a két Bécsbe küldött bizottságban tolmácsként való részvételével – függött össze, hogy 1961. október 16-án nem messze lakásától a katonai rendőrség nyomozói egyszerűen elrabolták és a katonai bíróság Gyorskocsi utcai fogdájába vitték, ahol a hírhedt Ábrányi-féle kémhistóriába próbálták belekeverni. Bár ártatlansága egy hét alatt kiderült, négy és fél hónapig tartották fogva egy magánzárkában.
Egyéb lehetőségek híján 1958-tól az Országos Fordítóiroda külső munkatársaként dolgozott, majd 1966-tól nyugdíjazásáig, 1972-ig az Építésügyi Tájékoztatási Központ fordítója volt. 1988. július 5-én Budapesten hunyt el. Haláláról a magyar sajtóban Megay László (Magyar Nemzet 1988. július 9.) és Széles Klára (Élet és Irodalom 33/33 1989. augusztus 18.: 6) emlékezett meg.
Tudományos munkásságának legjelentősebb nyelvészeti területe a fattyúnyelv (szleng) Zolnay Vilmossal közösen végzett kutatása, több fattyúnyelvi szótár összeállítása.

## Művei
- A vörös füstölő. Regény; Literária, Bp., 1939 (Világvárosi regények)
- Hatvan forint. A gyufa regénye; Széchenyi, Bp., 1940
- Gábor Mihály: A magyar tűz. Regény; Magyar Népművelők Társasága, Bp., 1941 (Érdekes regények. Röptében a világ körül)
- Üstökös a Bakonyban; Athenaeum, Bp., 1942
- Kutyabaj. Regény; Rubletzky, Bp., 1943 (Budapesti regények)
- Muszkán szerzett menyasszony; Siményi, Bp., 1943
- Pesti ének; Keresztes, Bp., 1943
- Író és olvasó; Egyetemi Ny., Bp., 1943 (Az Országos Nemzeti Klub kiadványai)
- Zolnay Vilmos–Gedényi Mihály: A magyar fattyúnyelv szótára, 1-20.; s.n., Bp., 1945-1962
- 60 forint. Regény; Stádium Ny., Bp., 1943 (Nemzeti könyvtár)
- Zolnay Vilmos–Gedényi Mihály: A magyar fattyúnyelv szótára; s.n., Bp., 1961
- Zolnay Vilmos–Gedényi Mihály: A magyar fattyúnyelv szótára. Pótlás, 1-3.; s.n., Bp., 1967
- Zolnay Vilmos–Gedényi Mihály: A magyar fattyúnyelv szótára, 1-4.; s.n., Bp., 1970
- Emlékek zsongása; Gedényi Mihály, Bp., 1985
- Krúdy bibliográfia. 1895-1977. Krúdy Gyula regényei és kötetei; összeáll. Gedényi Mihály; Móricz Megyei Könyvtár, Nyíregyháza, 1978
- Krúdy Gyula. Bibliográfia. 1892-1976; Petőfi Irodalmi Múzeum, Bp., 1979 (A Petőfi Irodalmi Múzeum bibliográfiai füzetei. E. sorozat)
- A fogoly száma: 1551. Budapest, 1991. (Gyorskocsi utcai fogvatartásáról szóló visszaemlékezése, börtönnaplója.) ISBN 963-04-1313-2
- Madách-idézetek könyve; vál., összeáll. Gedényi Mihály; Fekete Sas, Bp., 1994
- Föld felett – ég alatt; Literátor, Bp., 1994 (Gedényi Mihály művei)
- Zolnay Vilmos–Gedényi Mihály: A régi Budapest a fattyúnyelvben; szerk. Fazakas István, Kis Tamás; Fekete Sas, Bp., 1996
- Tibeti kankalin (Papírkosár, börtönjegyzetek, gyerekkor). Bp., 1999. ISBN 963-9188-47-6
- Egyszáztizenhét nap magánzárkában a Gyorskocsi utcában, 1961-1962; bev. Csapody Miklós; 2. bőv. kiad.; Püski, Bp., 2001 ISBN 963-9337-34-X